# Johan Baveca
Johan Baveca fue un juglar de origen gallego que desarrolló su actividad en el segundo tercio del siglo XIII, concretamente en las cortes de Fernando III y Alfonso X, donde entró en contacto con otros trovadores como Airas Perez Vuitoron, Pero Garcia de Ambroa, Gonçalo Eanes do Viñal y Pedro Amigo de Sevilla.

## Obras
Únicamente los cancioneros del siglo XVI dan testimonio de su producción poética, que se puede considerar relativamente abundante al constar de siete cantigas de amor, trece cantigas de amigo, ocho cantigas de escarnio y maldecir, una tenzón y un partimen.
En el primero de los géneros, el juglar se muestra tópico y monótono al tratar el tema de la coita de amor que el amante no se atreve a comunicar a su señor, excepto en una de las cantigas, en la que por medio de una armazón retórica construida de forma magistral desenvuelve un tema original, al quejarse del amor entre amantes finjidos al producir esto la pérdida de credibilidad del amor entre la gente que realmente se ama.
Más interesante y variado es considerado su cancionero de amigo, con tres vivaces cantigas dialogadas, rico en tipos y combinaciones estróficas, en imágenes y en expresiones. En una de las cantigas, la enamorada insta a su amigo a que prosiga trovando, a pesar de las críticas que le dirigen por sus cantares.
Notable es también su cancionero burlesco, en el que las críticas van dirigidas a Bernal de Bonaval (al que se le atribuye tendencias homosexuales), a Pero de Ambroa y a las soldadeiras Maria Balteira y Maria Maior. Igualmente destacan su partimen con Pedro Amigo (en el que se usa el artificio del doble) y la tenzón con Pero de Ambroa.